# Recep Uğur Öztürk
Recep Uğur Öztürk (* 17. März 1994 in İskilip) ist ein türkischer Fußballspieler.

## Karriere
Öztürk begann mit dem Vereinsfußball in der Nachwuchsabteilung von Çorum Halk Eğitimi Kültür Gençlik Ve Spor Kulübü und spielte anschließend für die Jugendmannschaften von Trabzonspor.
Im Frühjahr 2015 erhielt er vom Drittligisten 1461 Trabzon, dem Zweitverein von Trabzonspor, einen Profivertrag. Am Ende der Saison 2014/15 konnte er mit diesem Verein die Play-offs der Liga gewinnen und damit den direkten Wiederaufstieg erreichen. Öztürk absolvierte dabei eine Ligabegegnung.

## Erfolge
Mit 1461 Trabzon
- Play-off-Sieger der TFF 2. Lig und Aufstieg in die TFF 1. Lig: 2014/15